# 베르너 파이만
베르너 파이만(독일어: Werner Faymann, 1960년 5월 4일 ~ )은 오스트리아의 정치인이다. 2008년 12월부터 2016년 5월까지 연방수상으로 재직하였다.
빈에서 태어났으며, 젊은 시절부터 오스트리아 사회민주당 청년 조직에서 활동했다. 2007년 출범한 알프레트 구젠바워 내각에서 교통혁신기술부 장관에 임명되었다. 2008년 6월 연정 대립으로 구젠바워 총리가 사임을 발표하면서 사민당 당수직을 사퇴하여 파이만은 당수를 역임하며 조기 총선에 대비했다. 9월 총선에서 최다 의석을 유지, 그는 다시 연정을 구성하여 12월 2일 총리로 취임했다.

## 같이 보기
- 오스트리아의 정치